# Vladni
Vladni (cyr. Владни) – wieś w Czarnogórze, w gminie Tuzi. W 2011 roku liczyła 472 mieszkańców.